# Lederia
Lederia es un género de coleóptero de la familia Tetratomidae.

## Especies
Las especies que conforman este género son:
- Lederia anatolica
- Lederia angusticanalis
- Lederia arctica
- Lederia ehlem
- Lederia foenilis
- Lederia imdecorata
- Lederia indica
- Lederia japonica
- Lederia kaszabi
- Lederia kidoi
- Lederia lata
- Lederia martensi
- Lederia minima
- Lederia oblonga
- Lederia obscuripennis
- Lederia oviformis
- Lederia pion
- Lederia schawalleri
- Lederia seidlitzi
- Lederia similis
- Lederia suramensis
- Lederia topali